# 中壢客運
中壢汽車客運股份有限公司（英文：Chungli Bus Traffic, Inc.），簡稱：中壢客運、中客、壢客，1979年成立，公司位於桃園市中壢區。主要經營桃園市公車及公路客運。此外亦兼營國道客運路線與客運聯營路線。

## 歷史

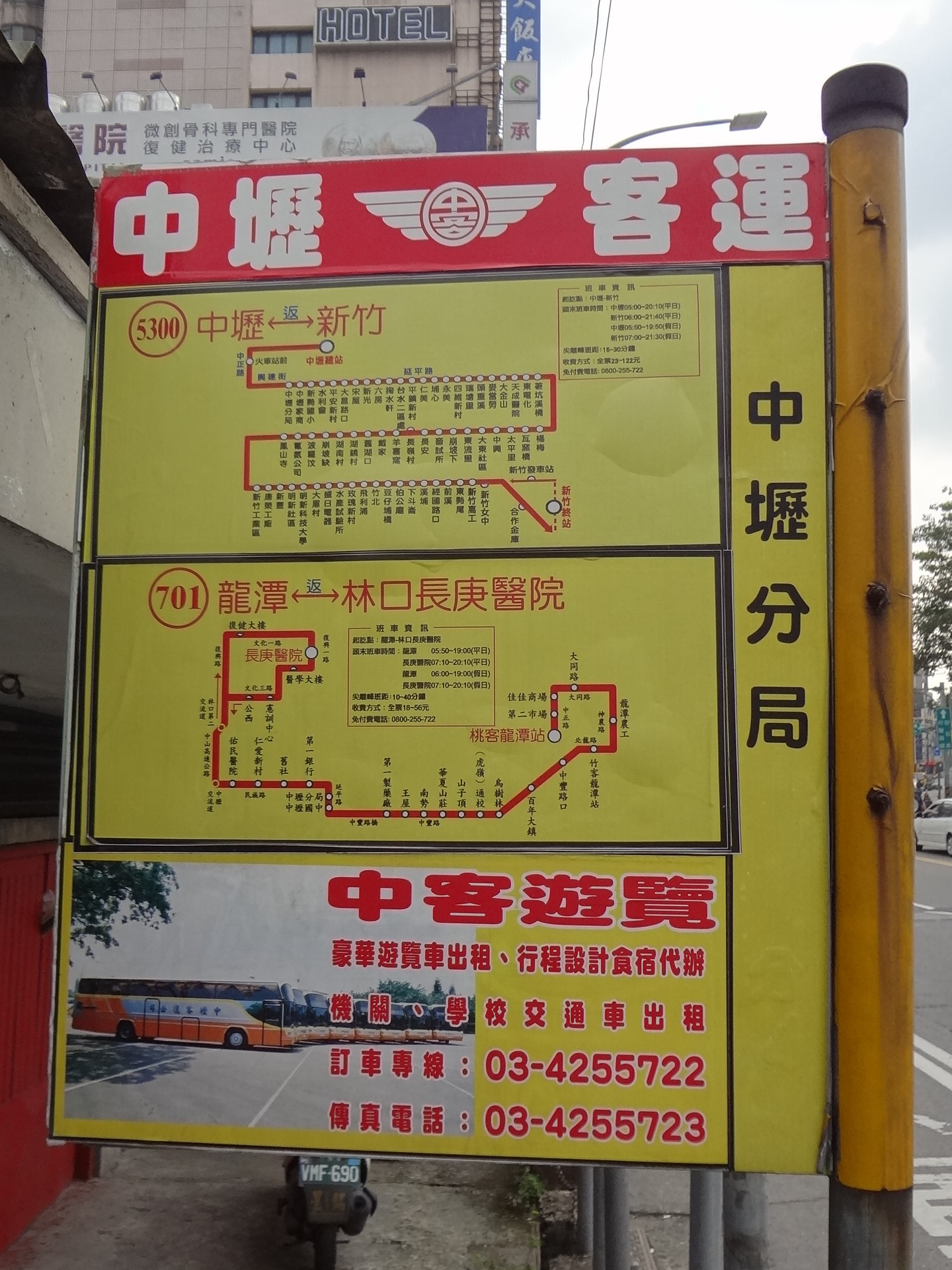
中壢客運站牌

- 1976年（民國65年）：中壢人劉世清、梁雙雲為與桃園客運競爭而創立皇宮客運。[2]
- 1980年代，皇宮客運經營狀況不佳，由新竹客運入股並更名中壢客運。
- 1990年代，由中壢地區企業中壢通德買下，成為其關係企業。[3]「中壢－新竹」營駛。
- 1996年（民國85年）：榮獲台灣省公民營客運公司駕駛員服務態度評鑑優良。
- 2002年（民國91年）：榮獲桃園縣環境保護局「九十年度客貨運業者推動環保有功優良獎」。
- 2003年（民國92年）：購入原臺灣汽車客運公司中壢車站（今桃園市中壢區建國路100號）為中壢總站。
- 2004年（民國93年）：與指南客運聯營「桃園－臺北市政府」及國光客運、台聯客運聯營「中壢－臺北市政府」路線。
- 2004年（民國93年）：成立「中客旅行社股份有限公司」；與桃園客運、新竹客運聯營「301龜山－楊梅」、「701龍潭－林口長庚」、「702大溪－林口長庚」路線。
- 2007年（民國96年）：電子票證系統台灣通啟用。
- 2008年（民國97年）：中央東路總站裁撤，中壢南站改為中壢總站。
- 2009年（民國98年）：營駛台灣高鐵公司開辦高鐵快捷公車，購置桃園市區土地1處。
- 2010年（民國99年）：營駛交通部觀光局開辦「501台灣好行慈湖線」。
- 2012年（民國101年）：多卡通電子票證系統正式啟用。
- 2012年（民國101年）：與桃園客運聯營 「BR　桃園－捷運輔大站」、「601　內壢－捷運輔大站」2條路線（於捷運迴龍站通車後改為「BR　桃園－捷運迴龍站」、「601　內壢－捷運迴龍站」）。
- 2013年（民國102年）：長途客運5300路與新竹客運5676路聯合排班。
- 2016年（民國105年）：長途客運5301路移撥桃園市公車。
- 2019年（民國108年）：「501台灣好行慈湖線」變更為「501台灣好行大溪快線」。
- 2020年（民國109年）：「106桃園－南崁」由指南客運接駛。
- 2021年（民國110年）：「172 中央大學－高鐵桃園站（經領航南路）」、原桃園客運「173 中央大學－高鐵桃園站」路線，變更為桃園客運與中壢客運聯營。
- 2022年（民國111年）：與新竹客運退出 「301 楊梅－桃園」、「301A 楊梅－龜山」路線。

## 外部連結
- 中壢客運（页面存档备份，存于）